# Jess Greenberg
Pour les articles homonymes, voir Greenberg.
Jess Greenberg est une chanteuse et guitariste anglaise née le 20 décembre 1994 et basée à Londres. Elle se fait connaître sur YouTube avec ses reprises acoustiques de chansons populaires,.

## Biographie
Jess Greenberg est née le 20 décembre 1994. À 4 ans, Jess Greenberg chante Can't Help Falling in Love d'Elvis Presley en public au Byblos de Saint-Tropez. Elle découvre plus tard le film Rock Academy. « Il a complètement changé ma vision de la musique ! J'ai commencé à écouter AC/DC, Guns N' Roses, les Red Hot Chili Peppers… et je me suis rendu compte que j'adorais le rock. » En 2010, à l'âge de 15 ans, elle commence à poster des reprises sur sa chaîne YouTube.
Elle fait ses études secondaires à la City of London School for Girls.